# Tahmoh Penikett
Tahmoh Penikett (Whitehorse, Yukón, 20 de mayo de 1975) es un actor canadiense conocido por sus papeles como Karl Helo Agathon en el programa Battlestar Galactica, como Darius en el videojuego Need for Speed:Carbon y como Paul Ballard en la serie Dollhouse.

## Primeros años
Penikett es el hijo del ex primer ministro Tony Penikett, que inmigró a Victoria, Columbia Británica de Inglaterra a los 12 años, y Lulla Sierre Johns. Tiene dos hermanos, dos hermanas gemelas, Sarah y Stephanie. Se graduó de Victoria Motion Picture School y estudió en Lyric School of Acting en Vancouver.
Entre sus primeros trabajos se encuentra en series como Cold Squad. También apareció en Smallville, en el episodio «Resurrection», en la temporada 3, y en los episodios «Nemesis» y «Prototype» de la temporada 6. Interpretó a un policía de un vecindario predominantemente gay en la serie The L Word, en el episodio «Losing It».

## Vida personal
Penikett está casado con la actriz canadiense Kandyse MCclure y actualmente vive en Vancouver con su familia. Entrena muay thai, y ha mostrado su habilidad en varios papeles.

## Filmografías

### Productor
| Año  | Título      | Productor |
| ---- | ----------- | --------- |
| 2010 | The Hostage | Ejecutivo |

### Cine
| Año  | Título                            | Personaje              | Notas                            |
| ---- | --------------------------------- | ---------------------- | -------------------------------- |
| 2002 | Go-Go Boy (Prelude)               | Aaron Fitz (Go-Go Boy) | Corto                            |
| 2005 | Sandra Goes to Whistler           | Conrad                 | Corto                            |
| 2006 | Stanley's Girlfriend              | Stanley                | Corto                            |
| 2006 | Trapped Ashes                     | Young Leo              | Segmento: "Stanley's Girlfriend" |
| 2007 | The Green Chain                   | Brett Hall             |                                  |
| 2007 | Taming Tammy                      | Wilson                 |                                  |
| 2007 | Trick 'r Treat                    | Henry                  |                                  |
| 2010 | The Hostage                       | The Figure             | Corto.                           |
| 2012 | Big Time Movie                    | Agente A               |                                  |
| 2013 | Man of Steel                      | Jed Eubanks            |                                  |
| 2013 | Down River                        | Chris                  |                                  |
| 2014 | The Portal                        | Alar                   | Corto                            |
| 2015 | Painkillers                       | Mayor John Cafferty    |                                  |
| 2015 | Justice League: Gods and Monsters | Steve Trevor           | Directo-a-vídeo                  |
| 2016 | Pure Pwnage                       | Charles McBean         |                                  |
| 2017 | Deadly Secrets by The Lake        | Santos Alvarez         |                                  |

### Televisión
| Año     | Título                                       | Personaje                                  | Notas |
| ------- | -------------------------------------------- | ------------------------------------------ | --- |
| 1996    | Murder on the Iditarod Trail                 | n/a                                        | Película de televisión |
| 2001    | 24                                           | Agente del servicio secreto                | Varios episodios (T1) |
| 2002    | Glory Days                                   | Eric Forester                              | Episodio: "No Guts, No Glory" |
| 2002    | Dark Angel                                   | Policía de ND                              | Episodio: "Freak Nation" |
| 2002    | Wildfire 7: The Inferno                      | Sheriff                                    | Película de televisión |
| 2002    | Stargate SG-1                                | Third                                      | Episodio: "Unnatural Selection" |
| 2003    | Under the Cover                              | Jonas                                      | Película de televisión |
| 2003    | Just Cause                                   | Director Joe Decker                        | Episodio: "Blackboard Jungle" |
| 2003    | Battlestar Galactica                         | Ten. Karl "Helo" Agathon                   | Miniserie. Episodios: "Episode 1.1" y "Episode 1.2"                                                                                                  |
| 2004–07 | Smallville                                   | Vince Davis/Wes Keenan                     | Episodios: "Resurrection", "Nemesis" y "Prototype"                                                                                                   |
| 2004–09 | Battlestar Galactica                         | Ten. / Capt. Karl "Helo" Agathon           | Regular de serie. 65 Episodios |
| 2004    | The L Word                                   | Sheriff                                    | Episodio: "Losing It" |
| 2004–05 | Cold Squad                                   | Det. Ray Chase                             | Regular de serie. 13 Episodios (T7) |
| 2006    | Hush                                         | Noah Hamilton                              | Película de televisión |
| 2006    | Lesser Evil                                  | Greg                                       | Película de televisión |
| 2007    | Robot Chicken                                | Armpit / Karl C. Agathon / Scott Trakker   | Episodio: "Rabbits on a Roller Coaster" |
| 2007    | Battlestar Galactica: Razor                  | n/a                                        | Solo acreditado |
| 2007    | Whistler                                     | Elias Noth                                 | Episodios: "Passion Plays", "Always a Bridesmaid", "Crossroads" y "Last Run"                                                                         |
| 2009    | Titan Maximum                                | Troy Hammerschmiddtt                       | Voz. Episodes: "Went to Party, Got Crabs", "To Eris, Human", "Megamum Overdrive" y "Mercury Falling"                                                 |
| 2009–10 | Dollhouse                                    | Paul Ballard                               | Regular de serie. 27 Episodios |
| 2010    | Riverworld                                   | Matt Ellman                                | Película de televisión |
| 2010    | Human Target                                 | Pete                                       | Episodio: "Ilsa Pucci" |
| 2011    | Mortal Kombat: Legacy                        | Ten. Kurtis Stryker                        | Episodios: "Jax, Sonya and Kano: Part 1", "Jax, Sonya and Kano: Part 2"                                                                              |
| 2011–12 | The Killing                                  | Gregory "Greg" Casher (formalmente Linden) | Episodios: "Beau Soleil" y "Ghosts of the Past" |
| 2011    | Jabberwocky                                  | Francis                                    | Película de televisión |
| 2011    | Haven                                        | Simon Crocker                              | Episodio: "Sins of the Fathers" |
| 2011    | Innocent                                     | Jimmy Brand                                | Película de televisión |
| 2012    | Castle                                       | Cole Maddox                                | Episodios: "Always" y "After the Storm" |
| 2012–13 | Continuum                                    | Jim Martin                                 | Episodios: "The Politics of Time", "Second Chances", "Second Degree", "Second Guess" y "Minute Man"                                                  |
| 2012    | Fairly Legal                                 | Mark Ellison                               | Episodio: "Bait & Switch" |
| 2012    | Arrow                                        | Nick Salvati                               | Episodio: "Muse of Fire" |
| 2013    | Bomb Girls                                   | Clifford                                   | Episodios: "Fifth Column", "Something Fierce", "Romeo Foxtrot", "Kings and Pawns" y "Blood Relations"                                                |
| 2013–14 | Supernatural                                 | Ezekiel / Gadreel / Embarcación de Gadreel | Episodios: "I Think I'm Gonna Like It Here", "Road Trip", "Meta Fiction", "King of the Damned", "Stairway to Heaven" y "Do You Believe in Miracles?" |
| 2014    | Star-Crossed                                 | Oficial de SEU Jack Beaumont               | Episodio: "These Violent Delights Have Violent Ends" y "Our Toil Shall Strive to Mend"                                                               |
| 2014    | Criminal Minds                               | Michael Hastings                           | Episodio: "200" |
| 2014    | Reign                                        | John Prevo                                 | Episodio: "Higher Ground" |
| 2014    | Strange Empire                               | Marshall Mercredi                          | Recurrente. 8 Episodios |
| 2015    | Justice League: Gods and Monsters Chronicles | Steve Trevor                               | Serie Web |
| 2015    | Angel of Christmas                           | Derek                                      | Película de televisión |
| 2015    | Riftworld Chronicles                         | Alar                                       | Serie Web |
| 2016    | Real Dectective "Malice"                     | Detective C.W. Jensen                      | 1 Episodio |
| 2016    | Con Man                                      | Randy Lane                                 | Serie Web. Episodio: "A Small Step for Manly" |
| 2017    | Incorporated                                 | Goran                                      | Serie |
| 2018    | Altered Carbon                               | Dimitri Kadmin                             | Episodios: "Out of the Past" y "Force of Evil" |
| 2019    | BH90210                                      | Jack Carlisle                              | Episodios: "The Pitch" y "The Photo Shoot" |

### Videojuegos
| Año  | Título                           | Personaje | Notas |
| ---- | -------------------------------- | --------- | ----- |
| 2006 | Need for Speed: Carbon           | Darius    | Voz   |
| 2014 | Justice League: Gods and Monster |           | Voz   |